# Llista de comtats de Califòrnia
L'estat estatunidenc de Califòrnia està dividit en 58 comtats. Els comtats tenen les seves pròpies eleccions, recaptacions d'impostos sobre la propietat, manteniment de registres tal com escriptures de propietat i tribunals locals dins del seu territori; també són encarregats del compliment de la llei (a través del «sheriff» de cada comtat i els seus assistents) en àrees que no estan incorporades en ciutats.

## Primer establiment dels comtats californians
El 4 de gener del 1850, el comitè constitucional de Califòrnia va recomanar la formació de 18 comtats. Aquests serien Benicia, Butte, Fremont, Los Angeles, Mariposa, Monterrey, Mount Diablo, Oro, Redding, Sacramento, San Diego, San Francisco, San Joaquin, San Jose, San Luis Obispo, Santa Barbara, Sonoma i Sutter. El 22 d'abril van afegir els comtats de Branciforte, Calaveras, Coloma, Colusi, Marin, Mendocino, Napa, Trinity i Yuba. Benica va ser reanomenat a Solano, Coloma a El Dorado, Fremont a Yola, Mount Diablo a Contra Costa, San Jose a Santa Clara, Oro a Tuolumne i Redding a Shasta. Un dels primers actes legislatius estatals quant al que es referix a comtats, fou renomenar el Comtat de Branciforte a Santa Cruz, Colusi a Colusa i Yola a Yolo.
L'actual nombre de comtats es va portar a cap al llarg del temps per la subdivisió de molts dels comtats més grans en altres més petits.

## Taula dels comtats de Califòrnia
| Comtat                    | Codi FIPS                                 | Seu del comtat  | Establiment | Origen                                                                                 | Etimologia | Població  | Superfície | Mapa                                                      |
| ------------------------- | ----------------------------------------- | --------------- | ----------- | -------------------------------------------------------------------------------------- | --- | --------- | ---------- | --------------------------------------------------------- |
| Comtat d'Alameda          | 001 Arxivat 2016-02-21 a Wayback Machine. | Oakland         | 1853        | Parts dels comtats de Contra Costa i Santa Clara                                       | Del castellà per «avinguda amb ombra d'arbres» o «arbreda d'àlbers»                                                                                    | 1.510.271 | 1.911 km²  | Mapa de Califòrnia destacant el Comtat d'Alameda          |
| Comtat d'Alpine           | 003 Arxivat 2011-06-06 a Wayback Machine. | Markleeville    | 1864        | Parts dels comtats d'Amador, El Dorado, Calaveras, Mono i Tuolumne                     | Paraula anglesa que significa «pertanyent a, o relacionat amb, els Alps»                                                                               | 1.175     | 1.914 km²  | Mapa de Califòrnia destacant el Comtat d'Alpine           |
| Comtat d'Amador           | 005Arxivat 2011-07-08 a Wayback Machine.  | Jackson         | 1854        | Part del Comtat de Calaveras                                                           | Jose Maria Amador (1794-1883), un soldat, rantxer i miner qui amb alguns natius americans va establir una mineria d'or a prop d'Amador City el 1848    | 38.091    | 1.536 km²  | Mapa de Califòrnia destacant el Comtat d'Amador           |
| Comtat de Butte           | 007 Arxivat 2011-06-06 a Wayback Machine. | Oroville        | 1850        | Un dels vint-i-set comtats originals                                                   | De les Sutter Buttes, que estaven dins les fronteres del comtat en el seu moment de creació                                                            | 220.000   | 4.248 km²  | Mapa de Califòrnia destacant el Comtat de Butte           |
| Comtat de Calaveras       | 009Arxivat 2011-06-06 a Wayback Machine.  | San Andreas     | 1850        | Un dels vint-i-set comtats originals                                                   | Del riu Calaveras | 45.578    | 2.642 km²  | Mapa de Califòrnia destacant el Comtat de Calaveras       |
| Comtat de Colusa          | 011 Arxivat 2016-01-23 a Wayback Machine. | Colusa          | 1850        | Un dels vint-i-set comtats originals                                                   | De les dues cessions de terra mexicanes: Coluses (1844) i Colus (1845)                                                                                 | 21.419    | 2.981 km²  | Mapa de Califòrnia destacant el Comtat de Colusa          |
| Comtat de Contra Costa    | 013 Arxivat 2016-02-22 a Wayback Machine. | Martinez        | 1850        | Un dels vint-i-set comtats originals                                                   | Del castellà significant «costa oposada», per la seva posició a la badia de San Francisco de San Francisco                                             | 1.049.025 | 1.865 km²  | Mapa de Califòrnia destacant el Comtat de Contra Costa    |
| Comtat de Del Norte       | 015 Arxivat 2015-10-13 a Wayback Machine. | Crescent City   | 1857        | Part del Comtat de Klamath                                                             | Del castellà significant «del nord», «septentrional», per la seva localització a Califòrnia                                                            | 28.610    | 2.611 km²  | Mapa de Califòrnia destacant el Comtat de Del Norte       |
| Comtat d'El Dorado        | 017Arxivat 2011-06-30 a Wayback Machine.  | Placerville     | 1850        | Un dels vint-i-set comtats originals                                                   | El Dorado, una ciutat mítica pel que fa l'or; el nom va fer que el comtat fos més important durant la febre de l'or a Califòrnia                       | 181.058   | 4.434 km²  | Mapa de Califòrnia destacant el Comtat d'El Dorado        |
| Comtat de Fresno          | 019Arxivat 2011-07-03 a Wayback Machine.  | Fresno          | 1856        | Parts dels comtats de Mariposa, Merced i Tulare                                        | Del Fresno Creek; fresno prové del castellà significant «freixe»                                                                                       | 930.450   | 15.444 km² | Mapa de Califòrnia destacant el Comtat de Fresno          |
| Comtat de Glenn           | 021Arxivat 2016-01-24 a Wayback Machine.  | Willows         | 1891        | Part del Comtat de Colusa                                                              | En honor del Dr. Hugh J. Glenn, un home de negocis i polític californià                                                                                | 28.122    | 3.406 km²  | Mapa de Califòrnia destacant el Comtat de Glenn           |
| Comtat de Humboldt        | 023 Arxivat 2016-02-24 a Wayback Machine. | Eureka          | 1853        | Part del Comtat de Trinity                                                             | Per la badia de Humboldt, anomenat així en honor d'Alexander von Humboldt, un naturalista i explorador alemany                                         | 134.623   | 9.254 km²  | Mapa de Califòrnia destacant el Comtat de Humboldt        |
| Comtat d'Imperial         | 025Arxivat 2011-08-05 a Wayback Machine.  | El Centro       | 1907        | Part del Comtat de San Diego                                                           | Imperial Valley, el qual va ser anomenat per l'Imperial Land Company                                                                                   | 174.528   | 10.813 km² | Mapa de Califòrnia destacant el Comtat d'Imperial         |
| Comtat d'Inyo             | 027Arxivat 2011-06-06 a Wayback Machine.  | Independence    | 1866        | Parts dels comtats de Mono i Tulare                                                    | Nom d'un líder mono | 18.546    | 26.397 km² | Mapa de Califòrnia destacant el Comtat d'Inyo             |
| Comtat de Kern            | 029Arxivat 2011-07-03 a Wayback Machine.  | Bakersfield     | 1866        | Parts dels comtats de Los Angeles i Tulare                                             | Riu Kern, anomenat pel cartògraf Edward Kern, el qual va formar part de l'expedició de 1845 de John C. Frémont                                         | 839.631   | 21.088 km² | Mapa de Califòrnia destacant el Comtat de Kern            |
| Comtat de Kings           | 031Arxivat 2011-07-03 a Wayback Machine.  | Hanford         | 1893        | Part del Comtat de Tulare                                                              | Riu Kings | 152.982   | 3.600 km²  | Mapa de Califòrnia destacant el Comtat de Kings           |
| Comtat de Lake            | 033Arxivat 2011-08-01 a Wayback Machine.  | Lakeport        | 1861        | Part del Comtat de Napa                                                                | Pel Llac Clear | 64.665    | 3.258 km²  | Mapa de Califòrnia destacant el Comtat de Lake            |
| Comtat de Lassen          | 035 Arxivat 2016-01-26 a Wayback Machine. | Susanville      | 1864        | Parts dels comtats de Plumas i Shasta, i parte del desaparegut comtat de Lake (Nevada) | Peter Lassen, explorader i naturalista danès | 34.895    | 11.805 km² | Mapa de Califòrnia destacant el Comtat de Lassen          |
| Comtat de Los Angeles     | 037 Arxivat 2011-07-03 a Wayback Machine. | Los Angeles     | 1850        | Un dels vint-i-set comtats originals                                                   | Del castellà, significant «els àngels» | 9.818.605 | 10.515 km² | Mapa de Califòrnia destacant el Comtat de Los Angeles     |
| Comtat de Madera          | 039Arxivat 2011-08-06 a Wayback Machine.  | Madera          | 1893        | Part del Comtat de Fresno                                                              | Del castellà, significant «fusta» | 150.865   | 5.537 km²  | Mapa de Califòrnia destacant el Comtat de Madera          |
| Comtat de Marin           | 041Arxivat 2011-07-03 a Wayback Machine.  | San Rafael      | 1850        | Un dels vint-i-set comtats originals                                                   | Etimologia disputada | 252.409   | 1.347 km²  | Mapa de Califòrnia destacant el Comtat de Marin           |
| Comtat de Mariposa        | 043 Arxivat 2016-02-01 a Wayback Machine. | Mariposa        | 1850        | Un dels vint-i-set comtats originals                                                   | Del castellà, significant «papallona» | 18.251    | 3.758 km²  | Mapa de Califòrnia destacant el Comtat de Mariposa        |
| Comtat de Mendocino       | 045 Arxivat 2010-05-28 a Wayback Machine. | Ukiah           | 1850        | Un dels vint-i-set comtats originals                                                   | Antonio de Mendoza, primer virrei de Nova Espanya | 87.841    | 9.088 km²  | Mapa de Califòrnia destacant el Comtat de Mendocino       |
| Comtat de Merced          | 047Arxivat 2011-07-03 a Wayback Machine.  | Merced          | 1855        | Part del Comtat de Mariposa                                                            | Riu Merced | 255.793   | 4.996 km²  | Mapa de Califòrnia destacant el Comtat de Merced          |
| Comtat de Modoc           | 049Arxivat 2011-07-28 a Wayback Machine.  | Alturas         | 1874        | Part del Comtat de Siskiyou                                                            | Poble natiu modoc | 9.686     | 10.215 km² | Mapa de Califòrnia destacant el Comtat de Modoc           |
| Comtat de Mono            | 051Arxivat 2011-06-06 a Wayback Machine.  | Bridgeport      | 1861        | Parts dels comtats de Calaveras, Fresno i Mariposa                                     | Pel Llac Mono | 14.202    | 7.884 km²  | Mapa de Califòrnia destacant el Comtat de Mono            |
| Comtat de Monterey        | 053Arxivat 2011-07-14 a Wayback Machine.  | Salinas         | 1850        | Un dels vint-i-set comtats originals                                                   | Badia de Monterey; del castellà, significant «vall» (monte) i «rei» (rey)                                                                              | 415.057   | 8.604 km²  | Mapa de Califòrnia destacant el Comtat de Monterey        |
| Comtat de Napa            | 055Arxivat 2011-07-03 a Wayback Machine.  | Napa            | 1850        | Un dels vint-i-set comtats originals                                                   | Del patwin, significant «casa» | 136.484   | 1.953 km²  | Mapa de Califòrnia destacant el Comtat de Napa            |
| Comtat de Nevada          | 057Arxivat 2011-07-28 a Wayback Machine.  | Nevada City     | 1851        | Part del Comtat de Yuba                                                                | Del castellà, significant «nevada», referint-se a l'altitud de l'àrea                                                                                  | 98.764    | 2.481 km²  | Mapa de Califòrnia destacant el Comtat de Nevada          |
| Comtat d'Orange           | 059Arxivat 2011-07-13 a Wayback Machine.  | Santa Ana       | 1889        | Part del Comtat de Los Angeles                                                         | La taronja, que es cultivava extensament quan es fundà el comtat                                                                                       | 3.010.232 | 2.046 km²  | Mapa de Califòrnia destacant el Comtat d'Orange           |
| Comtat de Placer          | 061Arxivat 2011-07-29 a Wayback Machine.  | Auburn          | 1851        | Parts dels comtats de Sutter i Yuba                                                    | Del castellà, una paraula que significa depòsits de grava que contenen or, referenciant la febre de l'or a Califòrnia, que se centrava en aquesta àrea | 348.432   | 3.893 km²  | Mapa de Califòrnia destacant el Comtat de Placer          |
| Comtat de Plumas          | 063 Arxivat 2016-01-29 a Wayback Machine. | Quincy          | 1854        | Part del Comtat de Butte                                                               | Pel riu Feather (feathers de l'anglès i plumas del castellà que signifiquen «plomes»)                                                                  | 20.007    | 6.615 km²  | Mapa de Califòrnia destacant el Comtat de Plumas          |
| Comtat de Riverside       | 065Arxivat 2011-07-28 a Wayback Machine.  | Riverside       | 1893        | Parts dels comtats de San Bernardino i San Diego                                       | Per la ciutat de Riverside | 2.189.641 | 18.669 km² | Mapa de Califòrnia destacant el Comtat de Riverside       |
| Comtat de Sacramento      | 067Arxivat 2011-07-03 a Wayback Machine.  | Sacramento      | 1850        | Un dels vint-i-set comtats originals                                                   | Riu Sacramento, el qual prové del castellà per Santísimo Sacramento, en referència a l'eucaristia                                                      | 1.418.788 | 2.502 km²  | Mapa de Califòrnia destacant el Comtat de Sacramento      |
| Comtat de San Benito      | 069Arxivat 2011-07-05 a Wayback Machine.  | Hollister       | 1874        | Part del Comtat de Monterey                                                            | Sant Benet | 55.269    | 3.597 km²  | Mapa de Califòrnia destacant el Comtat de San Benito      |
| Comtat de San Bernardino  | 071Arxivat 2011-07-28 a Wayback Machine.  | San Bernardino  | 1853        | Part del Comtat de Los Angeles                                                         | Ciutat de San Bernardino, la qual va ser anomenada en honor de Sant Bernadí                                                                            | 2.035.210 | 51.960 km² | Mapa de Califòrnia destacant el Comtat de San Bernardino  |
| Comtat de San Diego       | 073Arxivat 2011-07-13 a Wayback Machine.  | San Diego       | 1850        | Un dels vint-i-set comtats originals                                                   | Sant Dídac | 3.095.313 | 10.888 km² | Mapa de Califòrnia destacant el Comtat de San Diego       |
| Comtat de San Francisco   | 075 Arxivat 2011-07-13 a Wayback Machine. | San Francisco   | 1850        | Un dels vint-i-set comtats originals                                                   | Sant Francesc d'Assís | 805.235   | 122 km²    | Mapa de Califòrnia destacant el Comtat de San Francisco   |
| Comtat de San Joaquin     | 077Arxivat 2011-07-13 a Wayback Machine.  | Stockton        | 1850        | Un dels vint-i-set comtats originals                                                   | Sant Joaquim | 685.306   | 3.623 km²  | Mapa de Califòrnia destacant el Comtat de San Joaquin     |
| Comtat de San Luis Obispo | 079Arxivat 2011-07-28 a Wayback Machine.  | San Luis Obispo | 1850        | Un dels vint-i-set comtats originals                                                   | Sant Lluís | 269.637   | 8.557 km²  | Mapa de Califòrnia destacant el Comtat de San Luis Obispo |
| Comtat de San Mateo       | 081Arxivat 2011-08-01 a Wayback Machine.  | Redwood City    | 1856        | Part del Comtat de San Francisco                                                       | Sant Mateu | 718.451   | 1.163 km²  | Mapa de Califòrnia destacant el Comtat de San Mateo       |
| Comtat de Santa Barbara   | 083Arxivat 2011-08-01 a Wayback Machine.  | Santa Barbara   | 1850        | Un dels vint-i-set comtats originals                                                   | Santa Bàrbara | 423.895   | 7.091 km²  | Mapa de Califòrnia destacant el Comtat de Santa Barbara   |
| Comtat de Santa Clara     | 085Arxivat 2011-08-01 a Wayback Machine.  | San Jose        | 1850        | Un dels vint-i-set comtats originals                                                   | Santa Clara | 1.718.642 | 3.344 km²  | Mapa de Califòrnia destacant el Comtat de Santa Clara     |
| Comtat de Santa Cruz      | 087Arxivat 2011-07-12 a Wayback Machine.  | Santa Cruz      | 1850        | Un dels vint-i-set comtats originals                                                   | Santa Creu | 262.382   | 1.155 km²  | Mapa de Califòrnia destacant el Comtat de Santa Creu      |
| Comtat de Shasta          | 089Arxivat 2011-08-01 a Wayback Machine.  | Redding         | 1850        | Un dels vint-i-set comtats originals                                                   | Mount Shasta | 177.223   | 9.806 km²  | Mapa de Califòrnia destacant el Comtat de Shasta          |
| Comtat de Sierra          | 091Arxivat 2011-06-06 a Wayback Machine.  | Downieville     | 1852        | Part del Comtat de Yuba                                                                | Del castellà, significant «serra de muntanyes», en referència a la topologia de l'àrea                                                                 | 3.240     | 2.468 km²  | Mapa de Califòrnia destacant el Comtat de Sierra          |
| Comtat de Siskiyou        | 093Arxivat 2011-06-06 a Wayback Machine.  | Yreka           | 1852        | Parts dels comtats de Shasta i Klamath                                                 | Muntanyes Siskiyou | 44.900    | 16.283 km² | Mapa de Califòrnia destacant el Comtat de Siskiyou        |
| Comtat de Solano          | 095Arxivat 2011-08-03 a Wayback Machine.  | Fairfield       | 1850        | Un dels vint-i-set comtats originals                                                   | El cap Solano de la tibu suisun | 413.344   | 2.145 km²  | Mapa de Califòrnia destacant el Comtat de Solano          |
| Comtat de Sonoma          | 097Arxivat 2011-07-28 a Wayback Machine.  | Santa Rosa      | 1850        | Un dels vint-i-set comtats originals                                                   | Paraula dels pomo significant «vall de la lluna», el qual fa referència a una llegeunda ameríndia que deia que hi havia esperits en l'àrea             | 483.878   | 4.082 km²  | Mapa de Califòrnia destacant el Comtat de Sonoma          |
| Comtat de Stanislaus      | 099Arxivat 2011-08-03 a Wayback Machine.  | Modesto         | 1854        | Part del Comtat de Tuolumne                                                            | Riu Stanislaus | 514.453   | 3.872 km²  | Mapa de Califòrnia destacant el Comtat de Stanislaus      |
| Comtat de Sutter          | 101Arxivat 2011-06-06 a Wayback Machine.  | Yuba City       | 1850        | Un dels vint-i-set comtats originals                                                   | John Sutter, un pioner suís de Califòrnia famós per la seva assosciació amb la febre de l'or a Califòrnia                                              | 94.737    | 1.562 km²  | Mapa de Califòrnia destacant el Comtat de Sutter          |
| Comtat de Tehama          | 103Arxivat 2011-06-06 a Wayback Machine.  | Red Bluff       | 1856        | Parts dels comtats de Butte, Colusa i Shasta                                           | La tribu ameríndia tehama | 63.463    | 7.643 km²  | Mapa de Califòrnia destacant el Comtat de Tehama          |
| Comtat de Trinity         | 105Arxivat 2011-06-06 a Wayback Machine.  | Weaverville     | 1850        | Un dels vint-i-set comtats originals                                                   | Riu Trinity, el qual va ser anomenat en honor del municipi californià de Trinidad                                                                      | 13.786    | 8.234 km²  | Mapa de Califòrnia destacant el Comtat de Trinity         |
| Comtat de Tulare          | 107Arxivat 2011-06-06 a Wayback Machine.  | Visalia         | 1852        | Part del Comtat de Mariposa                                                            | Pel Llac Tulare | 442.179   | 12.494 km² | Mapa de Califòrnia destacant el Comtat de Tulare          |
| Comtat de Tuolumne        | 109Arxivat 2011-06-06 a Wayback Machine.  | Sonora          | 1850        | Un dels vint-i-set comtats originals                                                   | Etimologia disputada | 55.365    | 5.791 km²  | Mapa de Califòrnia destacant el Comtat de Tuolumne        |
| Comtat de Ventura         | 111Arxivat 2011-07-31 a Wayback Machine.  | Ventura         | 1872        | Part del Comtat de Santa Barbara                                                       | Abreviació de San Buenaventura, del castellà significant «Sant Bonaventura»                                                                            | 823.318   | 4.781 km²  | Mapa de Califòrnia destacant el Comtat de Ventura         |
| Comtat de Yolo            | 113Arxivat 2011-07-13 a Wayback Machine.  | Woodland        | 1850        | Un dels vint-i-set comtats originals                                                   | La tribu ameríndia yolan | 200.849   | 2.621 km²  | Mapa de Califòrnia destacant el Comtat de Yolo            |
| Comtat de Yuba            | 115Arxivat 2011-06-06 a Wayback Machine.  | Marysville      | 1850        | Un dels vint-i-set comtats originals                                                   | La família Yuba, una família amb ranxos en la vall del riu de Sacramento                                                                               | 72.155    | 1.632 km²  | Mapa de Califòrnia destacant el Comtat de Yuba            |